# Интернет в Таджикистане
Интернет в Таджикистане, иногда Таджнет — ответвление Интернета на территории Таджикистана.

## История
Интернет в Таджикистане появился в середине 1990-х годов, когда международная организация CADA запустила электронную почту в Душанбе и в других крупных городах Таджикистана. В декабре 1999 года «Telecom Technology» предоставила первый доступ к всемирной паутине.
Наиболее активное развитие Интернета в Таджикистане обеспечивала компания «Вавилон-Т». В Таджикистане Интернет давно стал элитной услугой и был доступен только ограниченному сегменту населения и крупным компаниям. И это связано с двумя причинами: одна - дороговизна услуг, а другая - неспособность интернет-провайдеров восстановить связь с удаленными районами страны.
Интернет-революция в Таджикистане произошла в 2005 году, когда впервые в мире, (в том числе в России) была внедрена и успешно протестирована мобильная связь со стандартом 3G (UMTS, CDMA 2000). Первым  «удивительным» сервисом для потребителей всемирной паутины стали контакты посредством видео.

## Сервисы и интернет-пользователи
Согласно данным Internet Live Stats , в 2016 году  среди пользователей ИнтернетаТаджикистан занимал 114-е место  а общее количество пользователей Интернета в Таджикистане достигло 1,6 миллиона, что составляло 18,7 % от общей численности населения. По сравнению с 2015 годом количество пользователей Интернета увеличилось на 4,3 %.
В последние годы различные компании в Таджикистане - ЗАО «Индиго Таджикистан» («Tcell»), ЗАО «ТТ-Мобайл» («МегаФон Таджикистан»), ЗАО «Вавилон Мобайл» и ООО «Таком» («ZetMobile», ранее «Beeline»), «Таджиктелеком», «Телеком-Технолоджи», предоставляют услуги на рынке мобильной связи. По данным за 2017 год, количество пользователей Интернета в Таджикистане, включая пользователей мобильного и местного Интернета, составляло 2,3 миллиона человек.
В 2019 году, согласно глобальному рейтингу скорости мобильного интернета Speedtest, Таджикистан занимал 132-е место из 141 страны мира и 108-е место из 176 стран по скорости интернета в домашних хозяйствах. Средняя скорость широкополосного доступа в стране составила 21,1 Мбит / с, а скорость мобильного Интернета была еще ниже - 10,8 Мбит / с..
По данным на 2020 год, доля частных операторов на рынке связи страны составила 93,4%. Количество пользователей Интернета на начало 2021 года составляло более 3,3 миллиона, а количество абонентов мобильной связи - более 6 миллионов.
Согласно глобальному рейтингу Speedtest, в январе 2021 года Таджикистан занял 129-е место из 140 стран, в результате чего за месяц опустился на пять позиций. Скорость загрузки данных в Таджикистане в январе 2021 года составила 13,8 Мбит / с.
По скорости проводного Интернета по состоянию на январь 2021 года Таджикистан также потерял свои позиции и занял 99-е место из 175 стран.

## Примечание
1. ↑  Интернет дар Тоҷикистон: Гузаштаи бошукӯҳ, ояндаи пурмоҷаро (тадж.). Радиои Озодӣ. Дата обращения: 12 февраля 2018. Архивировано 4 августа 2020 года.
2. ↑  Internet Users by Country (2016) - Internet Live Stats (англ.). www.internetlivestats.com. Дата обращения: 12 февраля 2018. Архивировано 27 февраля 2018 года.
3. ↑  Sputnik-tj.com. Тоҷикистон аз ҷиҳати истифодабарандагони интернет дар ҷои 114 қарор гирифт (тадж.). sputnik-tj.com. Дата обращения: 12 февраля 2018. Архивировано 5 августа 2017 года.
4. ↑  Илҳомҷон Атоев: «Теъдоди истифодабарандагони Интернет дар Тоҷикистон ба 2,3 млн. нафар расид» | АМИТ "Ховар" (тадж.). khovar.tj. Дата обращения: 12 февраля 2018. Архивировано 9 мая 2021 года.
5. ↑  Названы страны с самым медленным интернетом: на каком месте Таджикистан (тадж.). tj.sputniknews.ru. Дата обращения: 12 октября 2019. Архивировано 9 февраля 2021 года.
6. ↑  Дар Тоҷикистон соли гузашта даромади операторони хусусии алоқа афзоиш ёфт (тадж.). khovar.tj. Дата обращения: 3 марта 2020. Архивировано 1 мая 2021 года.
7. 1 2  sputnik-tj.com. Мавқеи Тоҷикистон дар раддабандии суръати интернет боз пасттар шуд (тадж.). sputnik-tj.com. Дата обращения: 5 марта 2020.